# A Dohány utcai zsinagóga orgonája
A Dohány utcai zsinagóga orgonája négymanuálos, pedálos, 63 regiszteres orgona. A zsinagóga 1991–96 évi nagy rekonstrukciójakor épült francia romantikus stílusban. 

## Története
A budapesti Dohány utcai zsinagógában  már a legelső felavatáskor orgona szólt. Ezt az orgonát a thüringiai Paulinzellben készítették, a Schulze és Fiai orgona üzemben, dr. Wöhler Gotthard tanár tervei szerint, 2 manuállal, 38 szóló változattal. 1902-ben átépítették a pécsi Angster gyárban 44 szóló és 26 mellék változattal, 3 manuálosra, Schweida Rezső elgondolásai szerint. 1931-ben ismét átalakították Wehner Géza utasításai alapján, Rieger Ottó pesti orgonagyárában, az akkori technika szerinti elektro-pneumatikus rendszerűre. A 70 regiszteres, 4 manuálos hangszer 5030 síppal, 49 haranggal az ország egyik legnagyobb orgonája volt. Ekkor készült a templom nyugati végfalánál, fent a Távmű, mint 4. manuál. Az orgonaház nélküli hangszer – az akkoriban modern, de nem időtálló technikai újításai miatt is – 60 év alatt teljesen tönkrement.
A zsinagóga 1991–96 évi nagy rekonstrukciójakor majdnem teljesen új orgonát építettek be. A régi orgonából csupán 20 regisztert lehetett átvenni, hogy annak bársonyos hangzását megőrizzék. Prof. Lehotka Gábor zeneakadémiai tanár, orgonaművész elképzelései alapján, francia-romantikus stílusú hangszerként épült újjá, hagyományos, mechanikus traktúrával, 63 regiszterrel és kb. 4500 síppal. Az orgonaházak elrendezése is teljesen új. Az orgona a hatásos megszólalás érdekében magasabbra van emelve, miáltal kiemeli és keretbe fogja Feszl Frigyes tóraszekrényét. A főorgona a 200 éves drezdai Jehmlich gyár 1455. számú opusa, a távmű a magyar BKM orgonaüzem munkája. Egy mechanikus és egy elektromos játszóasztala van.

## Az orgona diszpozíciója

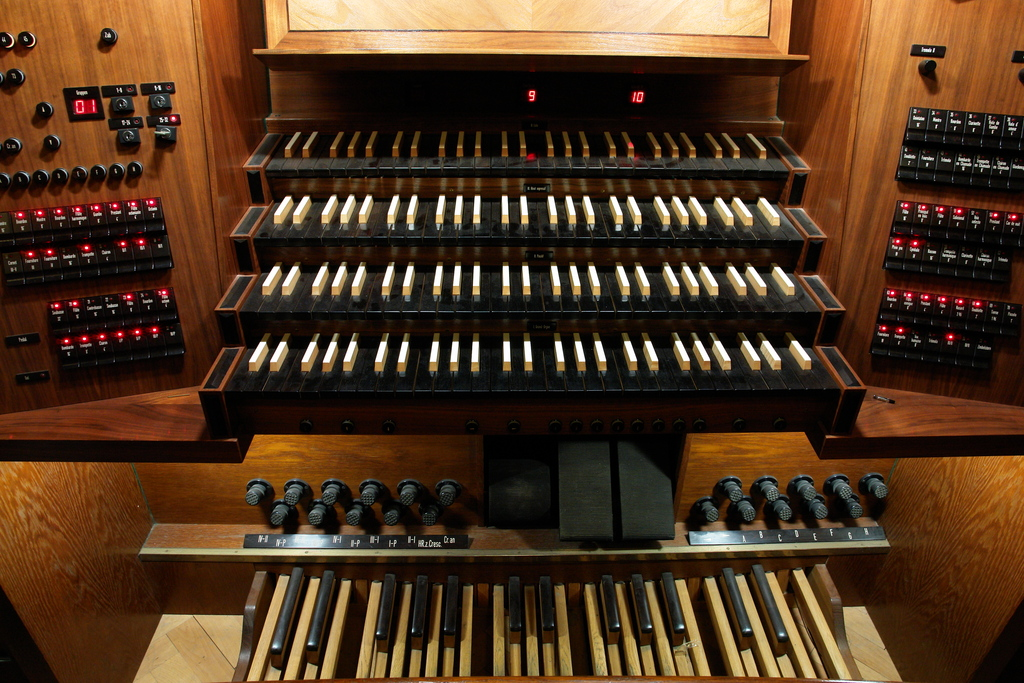
A mechanikus játszóasztal

| I. GRAND-ORGAN (C-g3)  | II. POSITIV (C-g3)      | III. RECIT EXPRESSIF (C-g3) | IV. ECHO (C-g3)              | PEDAL (C-f1)        |
| 1. Montre 16'          | 16. Bourdon 8'          | 27. Flûte 16'               | 41. Quintatön 16'            | 55. Soubasse 32'    |
| 2. Bourdon 16'         | 17. Flûte conique 8'    | 28. Principal en bois 8'    | 42. Montre 8'                | 56. Flûte 16'       |
| 3. Montre 8'           | 18. Prestant 4'         | 29. Flûte 8'                | 43. Bourdon 8'               | 57. Contrebasse 16' |
| 4. Bourdon 8'          | 19. Flûte 4'            | 30. Salicional 8'           | 44. Clarinette 8'            | 58. Soubasse 16'    |
| 5. Flûte harmonique 8' | 20. Nasard 2 2/3'       | 31. Voix celeste 8'         | 45. Viole de Gambe 8'        | 59. Flûte 8'        |
| 6. Gambe 8'            | 21. Doublette 2'        | 32. Prestant 4'             | 46. Viole d' amour 4'        | 60. Bourdon 8'      |
| 7. Prestant 4'         | 22. Tierce 1 3/5'       | 33. Cor de nuit 4'          | 47. Flûte 4'                 | 61. Flûte octave 4' |
| 8. Flûte octaviante 4' | 23. Piccolo 1'          | 34. Doublette 2'            | 48. Quinte 2 2/3'            | 62. Bombarde 16'    |
| 9. Octavin 2'          | 24. Fourniture IV       | 35. Plein jeu IV            | 49. Doublette 2'             | 63. Trompette 8'    |
| 10. Cornet III-V       | 25. Trompette 8'        | 36. Cymbale IV              | 50. Fourniture IV            | 64. Clairon 4'      |
| 11. Fourniture 1 III   | 26. Voix humaine 8'     | 37. Basson 16'              | 51. Bombarde en Chamade 16'  |                     |
| 12. Fourniture 2 IV    | Tremolo                 | 38. Trompette harmonique 8' | 52. Trompette en Chamade 8'  |                     |
| 13. Bombarde 16'       | Zimbelstern (tervezett) | 39. Clarinette 8'           | 53. Clairon en Chamade 4'    |                     |
| 14. Trompete 8'        |                         | 40. Clairon harmonique 4'   | 54. Glockenspiel (tervezett) |                     |
| 15. Clairon 4'         |                         | Tremolo                     | Tremolo                      |                     |

## A zsinagóga orgonistái
- Schwejda Rezső
- Wehner
- Wöller
- Lisznyai-Szabó Gábor 1935-től 1971-ig
- Lisznyai-Szabó Mária 1971-től 2020-ig
- Tóka Ágoston 2023-tól napjainkig